# Афанасьев, Виталий Сергеевич
Виталий Сергеевич Афанасьев — российский учёный в области создания программных комплексов и развития научной базы автоматизированной интерпретации результатов геофизических исследований нефтяных и газовых скважин, доктор технических наук, профессор.

## Биография
Родился в городе Грозный 4 июня 1943 г. Там же окончил школу и нефтяной институт по специальности «горный инженер-геофизик».
В 1965—1968 гг. работал в Туркменском филиале ВНИИнефть (г. Небит-Даг).
В 1968—1988 гг. в г. Грозный в НИИГИ: научный работник, начальник отдела автоматизированной интерпретации данных ГИС. Одновременно преподавал на кафедре геофизики Грозненского нефтяного института.
В 1972 г. в процессе работы над кандидатской диссертацией создал технологию автоматизированной интерпретации данных ГИС в карбонатных разрезах Восточного Предкавказья. В 1973—1976 гг. разработал программу «Песчаники». Участвовал в разработке и внедрении первой цифровой регистрации данных каротажа (1973—1980).
С 1988 по 1996 г. работал в Калинине (Твери) в НПО «Союзпромгеофизика» (с 1992 г. в ОАО НПЦ «Тверьгеофизика»): заместитель директора ВНИГИК по научной работе, заведующий отделением «Подсчет».
С 1999 по 2018 г. профессор, заведующий кафедрой геофизики (2017—2018) в Российском государственном геологоразведочном университете имени Серго Орджоникидзе.
С 2018 г. профессор, член экспертно-технического совета ФБУ «ГКЗ» Роснедр.
Создатель научной школы по вопросам теории и технологии интерпретации данных каротажа и геологического моделирования месторождений нефти и газа.
Скоропостижно умер 13 ноября 2021 г.
Диссертации:
- Совершенствование геофизических методов изучения трещинно-кавернозно-гранулярных коллекторов на основе использования ЭЦВМ : на примере верхнемеловых отложений ЧИАССР : диссертация … кандидата геолого-минералогических наук : 04.00.12. — Грозный, 1972. — 172 с. : ил.
- Автоматизированная интегрированная информационно-обрабатывающая система для геофизических исследований скважин : диссертация … доктора технических наук : 04.00.12. — Тверь, 1992. — 501 с. : ил.

Сочинения:
- Литолого-фациальное геологическое моделирование на примере Медвежьего газоконденсатного месторождения / В. С. Афанасьев, С. В. Афанасьев, С. А. Варягов [и др.]. — Новосибирск : СО РАН, 2021. — 139, [5] с. : ил., цв. ил., портр.; 27 см; ISBN 978-5-6046428-8-7 : 500 экз.
- Афанасьев В. С., Афанасьев С. В. Определение структуры геологических запасов нефти и газа на основе трехмерного геологического моделирования — расширение информационного обеспечения разработки месторождений углеводородов в терригенных разрезах // Недропользование XXI век. —№ 6. —2015. — С. 54-62.